# Saint-Victor (Ardèche)
Saint-Victor è un comune francese di 969 abitanti situato nel dipartimento dell'Ardèche della regione dell'Alvernia-Rodano-Alpi.

## Società

### Evoluzione demografica
Abitanti censiti